# Йордан, Карл

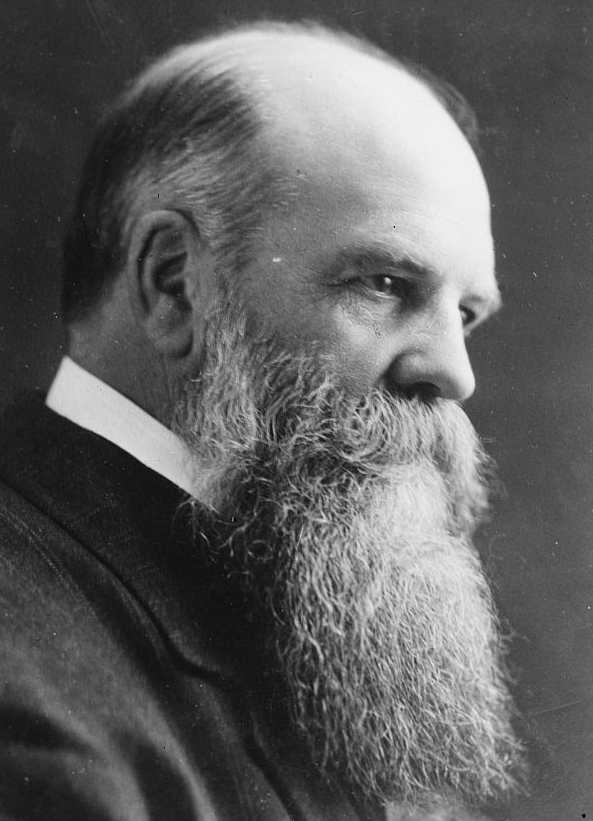

Карл Йордан (нем. Heinrich Ernst Karl Jordan; 7 декабря 1861 года, Германия — 12 января 1959 года, Великобритания) — немецкий и английский энтомолог, крупный специалист по бабочкам, жукам и блохам. Академик Королевского Общества Великобритании (1932), Президент Королевского энтомологического общества Лондона в 1929—1930 годах. Один из крупнейших в мире таксономистов, описал более 3 000 новых видов животных, в названиях которых до сих пор сохраняется его подпись (Jordan, или K. J.).

## Биография
Родился 7 декабря 1861 года в Альмштедте (Королевство Ганновера, ныне Нижняя Саксония, Германия). После окончания Гимназии Andreanum в Hildesheim (где обучался в 1876—1882), изучал ботанику и зоологию в Гёттингенском университете. В 1882 вступил в братство Holzminda. С 1893 года начал работать в музее Уолтера Ротшильда в Тринге, где систематизировал коллекции и в итоге стал директором.
Опубликовал более 400 статей, многие совместно с Чарльзом и Уолтером Ротшильдами, сам (как один автор) описал 2 575 новых видов, и ещё 851 новых видов описал в соавторстве с Ротшильдами. Был инициатором и организатором проведения Первого международного энтомологического конгресса (1910, и до 1955 был основным организатором). Кроме того, он стал президентом Международной комиссии по зоологической номенклатуре. В обеих организациях, позднее он стал почетным пожизненным президентом. Вместе с Чарльзом Ротшильдом обнаружил путь передачи чумы от крыс к людям через крысиную блоху. Он также разработал систему номенклатуры жилкования крыльев насекомых, известную как система Ротшильда-Йордана.
С 1911 года он был натурализованным гражданином Великобритании. Йордан женился в 1891 году на Минне Брюнинг, с которой он имел двух дочерей, Хильдегард (Hildegard (1891) и Аду (Ada 1891).
Умер 12 января 1959 года в Тринге (Чилтерн-Хиллс, Хартфордшир, Великобритания) в возрасте 97 лет.

## Признание
- Академик Королевского Общества (1932).
- Президент Королевского энтомологического общества Лондона в 1929—1930 годах. С 1894 по 1939 год он был первым и единственным редактором журнала Novitates Zoologicae. Он был также членом Венского энтомологического общества с 1931 года и членом-корреспондентом Ассоциации научных исследований в Гамбурге[6].
- Почётный президент Международного энтомологического конгресса
- Президент Международной комиссии по зоологической номенклатуре
- В 1973 году Лепидоптерологическим обществом (Lepidopterist' Society) учреждена медаль Karl Jordan Medal for lepidopterology (нем. Karl-Jordan-Medaille), одна самых престижных в области энтомологии[7].
- Эрнст Майр (Ernst Mayer, 1955) назвал Карла Йордана одним из величайших мыслителей нашего времени (“one of the great thinkers of our time”), который ввёл в систематику и эволюционную биологию много новых концепций[4].
- В честь Карла Йордана названы многие новые виды насекомых:
  - Adscita jordani
  - Cordylus jordani[8]
  - Corypsylla jordani[9]
  - Epitedia jordani[10]
  - Eudocima jordani[11]
  - Leptopelis jordani[8]
  - Nearctopsylla jordani[9]
  - Jordaniana Hering, 1955[12]
  - Opisthodontia jordani[13]
  - Pirgula jordani[14]
  - Proutiella jordani[15]

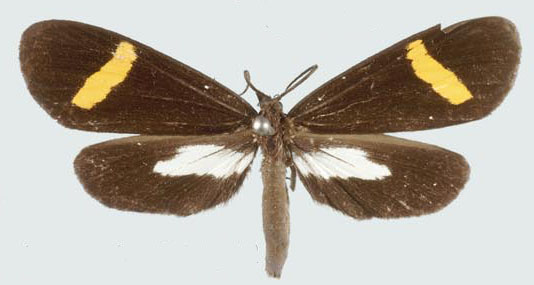
Бабочка-хохлатка de:Proutiella jordani
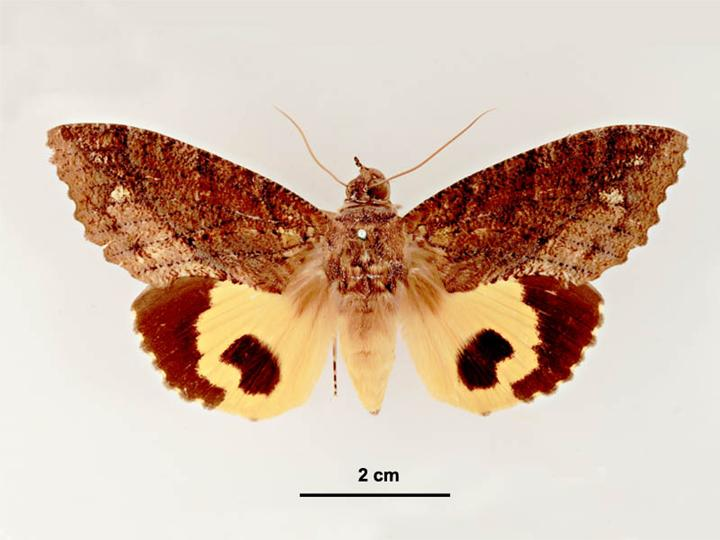
Бабочка Eudocima jordani
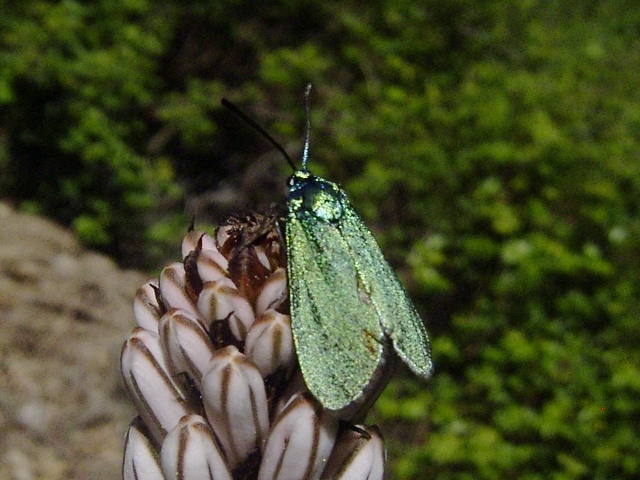
Бабочка-пестрянка de:Jordanita